# 722
| 722                |
| ------------------ |
| Dødsfald - Fødsler |
|                    |

| Gregoriansk kalender | 722 DCCXXII             |
| Ab urbe condita      | 1475                    |
| Armensk kalender     | 171 ԹՎ ՃՀԱ              |
| Kinesiske kalender   | 3418 – 3419 辛酉 – 壬戌 |
| Etiopisk kalender    | 714 – 715               |
| Jødisk kalender      | 4482 – 4483             |
| Hindukalendere       |                         |
| - Vikram Samvat      | 777 – 778               |
| - Shaka Samvat       | 644 – 645               |
| - Kali Yuga          | 3823 – 3824             |
| Iransk kalender      | 100 – 101               |
| Islamisk kalender    | 103 – 104               |

|  | Denne artikel omhandler år 722. Se også 722 (tal) og Eskadrille 722 |

## Begivenheder
- De vestgotiske flygtninge i Asturien udkæmper et sejrrigt slag mod maurerne ved Covadonga. Det regnes som indledningen til la Reconquista (generobringen) af Spanien og Portugal.

## Dødsfald
| År | Spire Denne artikel om et år, årti, århundrede eller årtusinde er en spire som bør udbygges. Du er velkommen til at hjælpe Wikipedia ved at udvide den. |